# 旧制中等教育学校の一覧 (東京都)
東京都における旧制中等教育学校の一覧（きゅうせいちゅうとうきょういくがっこうのいちらん）は、学制改革前（第二次世界大戦前）の東京都内での旧学制の中等教育学校をまとめた一覧。この項目においては尋常科(旧制中学校相当)を置いた旧制七年制高等学校を含むものとする。
東京府設立（移設）の普通科中等教育機関を前身に持つ伝統校、いわゆる「都立ナンバースクール」46校については、「ナンバースクール (東京都)」（府立一中が前身の日比谷高校など）も参照してください。

## 旧制中学校

### 官立
- 高等師範学校尋常中学科（1888年：湯島 神田昌平黌跡）⇒ 高等師範学校附属尋常中学校 ⇒ 高等師範学校附属中学校 ⇒ 東京高等師範学校附属中学校（1902年）⇒（1940年：小石川区大塚町へ移転）⇒《新制》東京高等師範学校附属中学校・高等学校 ⇒ 東京教育大学附属中学校・高等学校 ⇒ 筑波大学附属中学校・高等学校（1978年）
- 学習院中等学科（1877年：私立、神田錦町）⇒（1884年：宮内省所管）⇒（1888年：麹町区三年町<虎ノ門>へ移転）⇒（1890年：四谷区四谷尾張町へ移転）⇒（1908年：北豊島郡高田村へ移転）⇒ 学習院中等科（1919年）⇒《新制・私立》学習院中等科・高等科

### 公立
- 東京府第一中学（1878年：本郷元町 → 神田一ツ橋）⇒（1881年：麹町区内幸町へ移転、第二中学を併合）東京府中学校 ⇒（1884年：麹町区内山下町へ移転）⇒ 東京府尋常中学校（1887年：京橋区築地へ移転）⇒ 東京府第一中学校（1899年：麹町区日比谷へ移転）⇒ 東京府立第一中学校（1901年）⇒（1929年：麹町区永田町へ移転）⇒ 東京都立第一中学校 ⇒《新制》東京都立第一新制高等学校 ⇒ 東京都立日比谷高等学校（1950年）
  - 東京府第二中学（1879年：麹町区内幸町）⇒（1881年：東京府第一中学に併合）
- 東京府第二中学校（1901年：北多摩郡立川村）⇒ 東京府立第二中学校 ⇒ 東京都立第二中学校 ⇒《新制》東京都立第二新制高等学校 ⇒ 東京都立立川高等学校（1950年）
- 東京府第一中学校分校（1900年：京橋区築地）⇒ 東京府第三中学校（1901年）⇒ 東京府立第三中学校（1901年）⇒（1902年：本所区本所柳原へ移転）⇒《新制》東京都立第三新制高等学校 ⇒ 東京都立両国高等学校 ⇒ 東京都立両国高等学校・附属中学校（2006年）
- 私立補充中学校（1888年：麹町区飯田町、東京府尋常中学校の補充学校として開校）⇒ 共立中学校 ⇒ 東京府城北尋常中学校 ⇒ 東京府城北中学校 ⇒ 東京府立第四中学校（1901年）⇒（1903年：牛込区市ヶ谷加賀町へ移転）⇒ 東京都立第四中学校 ⇒《新制》東京都立第四新制高等学校 ⇒（1949年：新宿区戸山町へ移転）⇒ 東京都立戸山高等学校（1950年）
- 東京府立第五中学校（1918年：小石川区駕籠町）⇒ 東京都立第五中学校 ⇒（1946年：小石川区同心町へ移転）⇒《新制》東京都立第五新制高等学校 ⇒ 東京都立小石川高等学校 ⇒（1957年：文京区駕籠町へ移転）⇒ 東京都立小石川中等教育学校（2006年）
- 東京府立第六中学校（1921年：牛込区市ヶ谷加賀町 府立四中内）⇒（1922年：四谷区内藤町へ移転）⇒ 東京都立第六中学校 ⇒《新制》東京都立第六新制高等学校 ⇒ 東京都立新宿高等学校（1950年）
- 東京府立第七中学校（1922年：浅草区七軒町 府立第一高女内）⇒（1923年：南葛飾郡寺島町へ移転）⇒ 東京都立第七中学校 ⇒《新制》東京都立第七新制高等学校 ⇒ 東京都立墨田川高等学校（1950年）
- 東京府立第八中学校（1922年：荏原郡平塚村小山）⇒ 東京都立第八中学校 ⇒《新制》東京都立第八新制高等学校 ⇒ 東京都立小山台高等学校（1950年）
- 第一東京市立中学校（1924年：麹町）⇒（1927年：九段へ移転）⇒ 東京都立九段中学校 ⇒《新制》東京都立九段新制高等学校 ⇒ 東京都立九段高等学校 ⇒ 千代田区立九段中等教育学校（2009年）
- 第二東京市立中学校（1924年：下谷区 上野公園内）⇒ 東京都立上野中学校 ⇒《新制》東京都立上野新制高等学校 ⇒ 東京都立上野高等学校（1950年）
- 東京府立第九中学校（1928年：北豊島郡板橋町）⇒ 東京都立第九中学校 ⇒《新制》東京都立第九新制高等学校 ⇒ 東京都立北園高等学校（1950年）
  - 東京府立第二十四中学校（1942年：板橋区板橋町 府立九中内）⇒ 東京都立第二十四中学校 ⇒（1946年、都立第九中学校に統合）
- 東京府立第十中学校（1937年：赤坂区青山北町 青山師範学校仮校舎跡）⇒（1937年：杉並区大宮前へ移転）⇒ 東京都立第十中学校 ⇒《新制》東京都立第十新制高等学校 ⇒ 東京都立西高等学校（1950年）
  - 東京府立第十八中学校（1940年：杉並区大宮前 府立十中内）⇒ 東京府立玉泉中学校（1941年）⇒ 東京都立玉泉中学校 ⇒（1946年、都立第十中学校に統合）
- 東京府立第十一中学校（1938年：赤坂区青山北町 青山師範学校仮校舎跡）⇒（1940年：足立区五兵衛町へ移転）⇒ 東京府立江北中学校（1941年）⇒ 東京都立江北中学校 ⇒《新制》東京都立第十一新制高等学校 ⇒ 東京都立江北高等学校（1950年）
- 東京府立第十二中学校（1939年：赤坂区青山北町 青山師範学校仮校舎跡）⇒（1941年：世田谷区粕谷町へ移転）東京府立千歳中学校 ⇒ 東京都立千歳中学校 ⇒《新制》東京都立千歳新制高等学校 ⇒ 東京都立千歳高等学校 ⇒（2002年：統合）東京都立芦花高等学校
- 東京府立第十三中学校（1940年：麹町区永田町 府立一中内）⇒ 東京府立豊多摩中学校（1941年）⇒（1942年：杉並区西田町へ移転）⇒ 東京都立豊多摩中学校 ⇒《新制》東京都立第十三新制高等学校 ⇒ 東京都立豊多摩高等学校（1950年）
- 東京府立第十四中学校（1940年：赤坂区青山北町 青山師範学校仮校舎跡）⇒ 東京府立石神井中学校（1941年）⇒（1942年：板橋区石神井関町<練馬区関町>へ移転）⇒ 東京都立石神井中学校 ⇒《新制》東京都立石神井新制高等学校 ⇒ 東京都立石神井高等学校（1950年）
- 東京府立第十五中学校（1940年：赤坂区青山北町 青山師範学校仮校舎跡）⇒ 東京都立第十五中学校 ⇒ 東京都立青山中学校（1946年）⇒《新制》東京都立青山新制高等学校 ⇒ 東京都立青山高等学校（1950年）⇒（1958年：渋谷区神宮前へ移転）
  - 東京市立多摩中学校（1942年：渋谷区長谷戸 東京市立渋谷商業学校内）⇒ 東京都立多摩中学校 ⇒（1946年：都立青山中学校に統合）
- 東京府立第十六中学校（1940年：本所区江東橋 府立三中内）⇒ 東京府立江戸川中学校（1941年）⇒（1941年：江戸川区西小松川へ移転）⇒ 東京都立江戸川中学校 ⇒《新制》東京都立江戸川新制高等学校 ⇒ 東京都立江戸川高等学校（1950年）
- 東京府立第十七中学校（1940年：向島区寺島町 府立七中内）⇒ 東京府立葛飾中学校（1942年：向島区寺島町 府立第二化学工業学校跡へ移転）⇒ 東京都立葛飾中学校 ⇒（1944年：日本橋区箱崎町へ移転）⇒《新制》東京都立葛飾新制高等学校 ⇒（1949年：葛飾区亀有へ移転）⇒ 東京都立葛飾高等学校（1949年）⇒ 東京都立葛飾野高等学校（1950年）
- 東京都立日本橋中学校（1947年：中央区箱崎町 都立葛飾中学校内）⇒《新制》東京都立日本橋新制高等学校 ⇒（1949年：都立葛飾新制高校が移転）⇒  東京都立日本橋高等学校（1950年）⇒（2009年：墨田区八広へ移転）
- 東京府立第十九中学校（1940年：北多摩郡立川町 府立二中内）⇒ 東京府立国立中学校（1941年）⇒ 東京都立国立中学校 ⇒（1945年：北多摩郡谷保村国立へ移転）⇒《新制》東京都立国立新制高等学校 ⇒ 東京都立国立高等学校（1950年）
- 第三東京市立中学校（1940年：豊島区西巣鴨）⇒ 東京都立豊島中学校 ⇒（1946年：本郷区元町へ移転）⇒《新制》東京都立文京新制高等学校 ⇒ 東京都立文京高等学校（1950年）⇒（1953年：豊島区西巣鴨の旧校地へ移転）
- 東京府立第二十中学校（1941年：中野区鷺宮）⇒ 東京府立大泉中学校（1942年）⇒（板橋区東大泉へ移転）⇒ 東京都立大泉中学校 ⇒《新制》東京都立大泉新制高等学校 ⇒ 東京都立大泉高等学校 ⇒ 東京都立大泉高等学校・附属中学校（2009年）
- 東京府立第二十一中学校（1941年：中野区鷺宮）⇒ 東京都立武蔵中学校 ⇒《新制》東京都立武蔵丘新制高等学校 ⇒ 東京都立武蔵丘高等学校（1950年）
- 東京府立第二十二中学校（1942年：赤坂区青山北町 青山師範学校仮校舎跡）⇒ 東京都立城南中学校 ⇒（1944年：麻布区宮村町へ移転）⇒《新制》東京都立城南高等学校 ⇒ 東京都立城南高等学校 ⇒（2004年：廃校、後継は東京都立六本木高等学校）
- 東京府立第二十三中学校（1943年：麹町区永田町 府立一中内）⇒ 東京都立大森中学校 ⇒（1947年：大田区蓮沼へ移転）⇒《新制》東京都立大森新制高等学校 ⇒ 東京都立大森高等学校（1950年）

### 私立
- 暁星中学校（1899年：麹町区元薗町）⇒（1890年：麹町区富士見町へ移転）⇒《新制》暁星中学校・高等学校
- 正則英語学校（1896年：神田区神田錦町）⇒ 正則学園中学校（1941年）⇒《新制》正則学園中学校・高等学校 ⇒ 正則学園高等学校（1954年）
- 正則予備校（1889年：芝区）⇒ 正則尋常中学校 ⇒ 正則中学校（1899年）⇒《新制》正則高等学校
- 普通教校（1885年：京都 西本願寺境内）⇒ 文学寮 ⇒ 模範仏教中学（1900年）⇒（1901年：芝区芝車町<高輪>へ移転）⇒ 第一仏教中学 ⇒ 高輪中学校（1906年）⇒《新制》高輪中学校・高輪第二中学校（後に廃止）・高輪高等学校
- 浄土宗学東京支校（1887年：芝区 増上寺内）⇒ 芝中学校（1906年）⇒《新制》芝中学校・高等学校
- ヘボン塾（1863年：横浜）⇒（1880年：築地明石町へ移転）築地大学校 ⇒（1883年：合併）東京一致英和学校 ⇒（1887年：東京一致神学校と合併、白金へ移転）明治学院中学校 ⇒《新制》明治学院高等学校
- 東洋英和学校内尋常中学部（1895年：麻布区麻布鳥居坂町）⇒ 麻布中学校（1899年）⇒（1900年：麻布区麻布本村町へ移転）⇒《新制》麻布中学校・高等学校
- 文武講習館（1885年：築地）⇒ 成城学校 ⇒（1891年：牛込区牛込原町へ移転）⇒ 成城中学校（1917年）⇒《新制》成城中学校・高等学校
- 早稲田尋常中学校（1895年：牛込区）⇒ 早稲田中学校 ⇒《新制》早稲田中学校・高等学校
- 獨逸学協会学校普通科（1884年：小石川区関口台町）⇒ 獨逸学協会学校中等部（1893年）⇒ 獨逸学協会中学校（1937年）⇒《新制》獨協中学校・高等学校
- 京北中学校（1899年：小石川区）⇒《新制》京北高等学校 ⇒ 東洋大学京北中学高等学校（2015年）
- 豊山中学校（1903年：小石川区）⇒《新制》豊山中学校・高等学校 ⇒ 日本大学豊山中学校・高等学校（1952年）
- 郁文館中学校（1889年：本郷区駒込蓬莱町）⇒《新制》郁文館中学校・高等学校
- 京華中学校（1897年：本郷区本郷龍岡町）⇒《新制》京華学園高等学校 ⇒ 京華中学高等学校（1953年）
- 天台宗中学（1904年：本郷区駒込千駄木林町）⇒ 駒込中学校（1926年）⇒《新制》駒込中学校・高等学校
- 日本大学中学校（1913年：神田区三崎町）⇒（1924年：本所区横網町へ移転）⇒ 日本大学第一中学校（1941年）⇒《新制》日本大学第一中学校・高等学校
- 東京鐵道中学（1922年：麹町区永楽町）⇒（1924年：北豊島郡西巣鴨町へ移転）⇒ 東京育英中学校（1942年）⇒《新制》東京育英高等学校 ⇒ 芝浦工業大学高等学校（1954年）⇒（1982年：板橋区坂下へ移転）芝浦工業大学中学高等学校 ⇒（2017年：江東区豊洲へ移転）芝浦工業大学附属中学高等学校
- 蘭学塾（1863年：四谷坂町）⇒ 攻玉塾（1869年）⇒（1871年：芝新銭座へ移転）⇒ 攻玉社中学校（1899年）⇒（1925年：荏原郡大崎町桐ヶ谷へ移転）⇒《新制》攻玉社中学校・高等学校
- 自由が丘学園中学校（1930年：荏原郡碑衾町）⇒《新制》自由ヶ丘学園中学校・高等学校 ⇒ 自由ヶ丘学園高等学校（1959年）
- 上野塾（1872年：上野西黒門町）⇒（1888年：神田区猿楽町へ移転）東京数理学校 ⇒ 東京中学校（1899年）⇒（1939年：大森区調布嶺町へ移転）⇒《新制》東都高等学校 ⇒ 東京高等学校（1954年）
- 荏原中学校（1904年：荏原郡池上村）⇒《新制》荏原高等学校 ⇒ 日体荏原高等学校 ⇒ 日本体育大学荏原高等学校（2016年）
- 日蓮宗大学中等科（1907年：荏原郡大崎村）⇒ 日蓮宗大学中等部 ⇒ 立正大学中等部 ⇒ 立正中学校（1938年）⇒《新制》立正中学校・高等学校 ⇒（2013年：大田区西馬込へ移転）立正大学付属立正中学校・高等学校
- 東京英語学校（1885年：神田区神田錦町）⇒（1892年：麹町区山元町）日本中学校 ⇒（1916年：豊多摩郡淀橋町へ移転）⇒（1936年：世田谷区松原へ移転）⇒《新制》日本学園中学校・高等学校
- 成城第二中学校（1922年：牛込区原町）⇒（1925年：北多摩郡砧村へ移転）⇒ 成城高等学校尋常科（1926年）⇒《新制》成城学園中学校高等学校
- 国士舘中等部（1923年：荏原郡世田ヶ谷町）⇒ 国士舘中学校（1925年）⇒《新制》至徳中学校・至徳高等学校 ⇒ 国士舘中学校・高等学校（1953年）
- 旃壇林（1592年：江戸神田台 → 本郷駒込）⇒ 曹洞宗専門学校支校（1876年：本郷駒込 吉祥寺境内）⇒ 曹洞宗第一中学林（1902年）⇒（1913年：荏原郡世田ヶ谷町へ移転）⇒ 世田谷中学校（1924年）⇒《新制》世田谷学園中学校・高等学校
- 錦櫻中学校（1943年）⇒《新制》錦櫻高等学校 ⇒ 弦巻学園高等学校 ⇒（1954年：廃校）
- 青山学院中学部 ⇒《新制》青山学院中等部・高等部
- 余力学舎（1885年：芝区三田）⇒ 東京英華学校（1886年）⇒（1888年：麻布区麻布桜田町、麻布区麻布仲ノ町へ移転）海軍兵医学校予備校 ⇒（1890年：麹町区元園町へ移転）⇒ 海軍予備校（1891年）⇒（1897年：麹町区八重洲町へ移転）⇒（1899年：麹町区霞関町に移転）⇒ 海城学校（1900年）⇒ 海城中学校（1906年）⇒（1927年：豊多摩郡大久保町へ移転）⇒《新制》海城中学校・高等学校
  - 日比谷中学校（1899年：麹町区霞関町 海軍予備校に併設）⇒（1906年：海城中学校に併合）
- 研心中学校（1923年）⇒ 目白商業学校 ⇒ 目白女子商業学校 ⇒《新制》目白学園高等学校 ⇒ 目白研心中学校・高等学校（2009年）
- 中野中学校（1929年：豊多摩郡中野町）⇒《新制》明治大学付属中野中学校・高等学校
- 高千穂中学校（1909年：豊多摩郡大久保村）⇒（1945年：杉並区大宮町へ移転）⇒《新制》高千穂中学校・高等学校 ⇒（1968年：高千穂中学校が休校）⇒（1973年：高千穂高等学校が休校）
- 日本大学第二中学校（1927年：豊多摩郡杉並町）⇒《新制》日本大学第二中学校・高等学校
- 久我山中学校（1944年：杉並区久我山）⇒《新制》久我山高等学校 ⇒ 國學院大學久我山中学校・高等学校（1952年）
- 立教尋常中学校（1896年：京橋区築地）⇒ 立教中学校（1899年）⇒（1923年：北豊島郡西巣鴨町池袋へ移転）⇒《新制》立教中学校、立教高等学校 ⇒（1960年：立教高等学校が埼玉県北足立郡新座町へ移転）⇒（2000年：中学校を改称、高等学校を併設）立教池袋中学校・高等学校
- 巣園学舎（1910年）⇒ 巣鴨中学校（1922年：北豊島郡巣鴨村）⇒《新制》巣鴨中学校・高等学校
- 本郷中学校（1923年：北豊島郡巣鴨町）⇒《新制》本郷中学校・高等学校
- 聖学院神学校（1903年：本郷区本郷森川町）⇒（1904年：北豊島郡滝野川村中里へ移転）⇒ 聖学院中学校（1906年）⇒《新制》聖学院中学校・高等学校
- 共立学校（1871年：神田区神田淡路町）⇒ 尋常中学共立学校 ⇒ 東京府立開成尋常中学校（1895年）⇒ 私立東京開成中学校（1901年）⇒ 東京開成中学校 ⇒（1924年：北豊島郡日暮里町へ移転）⇒《新制》開成中学校・高等学校
- 順天堂塾（1834年：大阪）⇒ 順天求合社（1871年：神田区神田中猿楽町）⇒ 尋常中学順天求合社 ⇒ 順天求合社中学校（1899年）⇒ 順天中学校 ⇒（1928年：神田区三崎町へ移転）⇒（1945年：葛飾区青戸町へ移転）⇒《新制》順天中学校・高等学校 ⇒（1953年：北区王子へ移転）
- 智山中学校（1926年：北豊島郡石神井村）⇒《新制》智山高等学校 ⇒（1955年：廃校）
- 練真中学校（1942年：板橋区<練馬>）⇒《新制》練真中学校・高等学校 ⇒（1955年：廃校）
- 城北中学校（1941年：牛込区市ヶ谷左内町）⇒（1943年：板橋区上板橋町へ移転）⇒《新制》城北中学校・高等学校
- 帝京中学校（1943年：杉並区）⇒（1946年：板橋区加賀へ移転）⇒《新制》帝京中学校・高等学校 ⇒ 帝京大学系属帝京中学校・高等学校（2001年）
- 南足立中学校（1929年：南足立郡千住町）⇒ 足立中学校 ⇒《新制》足立中学校・高等学校 ⇒ 足立高等学校 ⇒ 足立学園中学校・高等学校（1993年）
- 成蹊中学校（1906年：北豊島郡巣鴨村）⇒（1924年：北多摩郡武蔵野村へ移転）⇒ 成蹊高等学校尋常科 ⇒《新制》成蹊中学校・高等学校
- 関東中学校（1927年：北多摩郡武蔵野村）⇒《新制》関東中学校・高等学校 ⇒ 聖徳学園中学校・関東高等学校 ⇒ 聖徳学園中学校・高等学校（1991年）
- 大成学館（1888年：神田三崎町）⇒ 大成尋常中学校（1898年）⇒ 私立大成中学校 ⇒ 大成中学校 ⇒（1945年：三鷹市上連雀へ移転）⇒《新制》大成中学校・高等学校 ⇒ 大成高等学校（1960年）
- 明星学園中学校（1928年：北多摩郡三鷹村）⇒《新制・統合》明星学園中学校・高等学校
- 法政中学校（1936年：麹町区富士見町）⇒（1946年：北多摩郡武蔵野町へ移転）⇒《新制》法政大学第一高等学校 ⇒（2007年：三鷹市牟礼へ移転、共学化）法政大学中学校・高等学校
- 明治中学校（1912年：神田区駿河台南甲賀町）⇒（1922年：神田区裏猿楽町へ移転）⇒《新制》明治中学校・高等学校 ⇒（2008年：調布市富士見町へ移転）
- 目白中学校（1909年：豊多摩郡落合村）⇒（1926年：北多摩郡上練馬村へ移転）⇒（1935年：杉並区中通町へ移転）杉並中学校 ⇒《新制》杉並中学校・杉並高等学校 ⇒（1963年：小金井市貫井北町へ移転）中央大学附属中学校・高等学校
- 明星実務学校（1923年：北多摩郡府中町）⇒ 明星中学校（1927年）⇒《新制》明星中学校・高等学校
- 高等商業学校予備門（1891年：麹町区大手町）⇒ 商工中学校（1893年）⇒（1917年：赤坂区中ノ町へ移転）赤坂中学校 ⇒ 日本大学付属赤坂中学校 ⇒ 日本大学第三中学校（1930年）⇒《新制》日本大学第三中学校・高等学校 ⇒（1976年：町田市へ移転）
- 玉川中学校（1929年：南多摩郡町田町）⇒《新制・統合》玉川学園中学部・高等部
- 三田予備校（1880年：芝区三田）⇒（1881年：芝区愛宕町へ移転）三田英学校 ⇒（1889年：神田区錦町へ移転）錦城学校 ⇒ 錦城学校尋常中学 ⇒ 錦城中学校（1899年）⇒《新制・合併》錦城高等学校（普通科・商業科）⇒（1953年：商業科が錦城商業高等学校として独立）⇒（1963年：小平市へ移転）⇒ 錦城学園高等学校（1972年）
- 第一山水中学校（1941年：北多摩郡谷保村）⇒《新制》桐朋中学校・高等学校
- 自由学園男子部（1935年：北多摩郡久留米町）⇒《新制・統合》自由学園男子部中等科・高等科
- 正明中学校（1944年：北多摩郡東村山村）⇒《新制》正明中学校・高等学校 ⇒（1950年：紅陵大学に吸収）紅陵大学正明中学校・高等学校 ⇒ 拓殖大学正明高等学校 ⇒ 拓殖大学第一高等学校（1960年）
- 多摩勤労中学（1928年）⇒ 八王子中学校（1935年）⇒《新制》八王子高等学校 ⇒ 八王子学園八王子中学校・高等学校（2012年）
- 蘭学塾（1858年：築地鉄砲洲）⇒（1868年：芝新銭座へ移転）慶應義塾 ⇒（1871年：三田へ移転）⇒ 慶應義塾普通部（1890年）⇒ 慶應義塾普通学科 ⇒ 慶應義塾普通部（1899年）⇒《新制》慶應義塾普通部、慶應義塾第一高等学校（港区）⇒ 慶應義塾普通部（港区）、慶應義塾高等学校（横浜市）⇒（1952年：横浜市港北区<日吉>）慶應義塾普通部、慶應義塾高等学校
- 名教中学校（1905年：豊多摩郡代々幡村）⇒《新制》名教学園中学校・高等学校 ⇒ 東海大学付属高等学校（1955年）⇒（1975年：千葉県東葛飾郡浦安町へ移転）東海大学付属浦安高等学校 ⇒ 東海大学付属浦安高等学校・中学校（1988年）⇒東海大学付属浦安高等学校・中等部（2008年）

## 高等女学校

### 官立
- 官立女学校（1872年：竹平町<竹橋>）⇒ 東京女学校（竹橋女学校、竹平女学校）⇒（1877年：閉校し東京女子師範学校英学科に生徒を収容）→ 東京女子師範学校附属高等女学校（1882年）⇒（附属校から独立）東京高等女学校 ⇒（1890年：本郷区湯島三丁目<お茶の水>へ移転）女子高等師範学校附属高等女学校 ⇒ 東京女子高等師範学校附属高等女学校（1908年）⇒（1936年：小石川区大塚町へ移転）⇒《新制》東京女子高等師範学校附属高等学校 ⇒ お茶の水女子大学附属高等学校 ⇒ お茶の水女子大学文教育学部附属高等学校 ⇒ お茶の水女子大学附属高等学校（1980年）
- 華族女学校中学科（1885年：宮内省所管、四谷区四谷尾張町）⇒（1889年：麹町区永田町へ移転）⇒（1906年：学習院に併合）学習院女学部中学科 ⇒（1918年：青山へ移転）女子学習院中学科 ⇒（1946年：牛込区戸山町へ移転）⇒《新制・私立》学習院女子中・高等科

### 公立
- 東京府高等女学校（1889年：京橋区南小田原町）⇒（1896年：神田区神田錦町へ移転）⇒（1901年：浅草区浅草七軒町へ移転）東京府第一高等女学校 ⇒ 東京府立第一高等女学校 ⇒ 東京都立第一高等女学校 ⇒《新制》東京都立第一女子新制高等学校 ⇒ 東京都立白鷗高等学校 ⇒ 東京都立白鷗高等学校・附属中学校（2005年）
  - 東京府立第二十一高等女学校（1942年：浅草区七軒町 府立第一高女内）⇒ 東京都立第二十一高等女学校 ⇒（1946年：都立第一高等女学校に統合）
- 東京府第二高等女学校（1900年：小石川区小石川竹早町 東京府女子師範学校に併設）⇒ 東京府立第二高等女学校 ⇒ 東京都立第二高等女学校 ⇒《新制》東京都立第二女子新制高等学校 ⇒ 東京都立竹早高等学校（1950年）
- 東京府立第三高等女学校（1902年：麻布区麻布北日ヶ窪町）⇒ 東京都立第三高等女学校 ⇒（1946年：目黒区上目黒へ移転）⇒《新制》東京都立第三女子新制高等学校 ⇒ 東京都立駒場高等学校（1950年）
- 八王子女学校（1891年：南多摩郡八王子町）⇒ 東京府立第四高等女学校（1908年）⇒ 東京都立第四高等女学校 ⇒《新制》東京都立第四女子新制高等学校 ⇒ 東京都立南多摩高等学校 ⇒ 東京都立南多摩中等教育学校（2010年）
- 東京府立第五高等女学校（1920年：豊多摩郡淀橋町角筈）⇒（1936年：中野区富士見町へ移転）⇒ 東京都立第五高等女学校 ⇒《新制》東京都立第五女子新制高等学校 ⇒ 東京都立富士高等学校 ⇒ 東京都立富士高等学校・附属中学校（2009年）
  - 四谷区女子実業補習学校（1916年：四谷区愛住町）⇒ 東京市四谷女子実務学校 ⇒ 東京市立四谷実科学校 ⇒ 東京市立四谷高等家政女学校（1935年）⇒（1938年：四谷区花園町へ移転）⇒ 東京都立四谷高等家政女学校 ⇒（1946年：都立第五高等女学校に統合）
- 東京府立第六高等女学校（1923年：芝区赤羽町）⇒ 東京都立第六高等女学校 ⇒《新制》東京都立第六女子新制高等学校 ⇒ 東京都立三田高等学校（1950年）
- 南葛飾郡立実科高等女学校（1916年：南葛飾郡亀戸町）⇒（1919年：南葛飾郡小松川町逆井へ移転）⇒ 東京府立小松川高等女学校（1923年）⇒ 東京府立第七高等女学校 ⇒ 東京都立第七高等女学校 ⇒《新制》東京都立第七女子新制高等学校 ⇒ 東京都立小松川高等学校（1950年）
- 東京府荏原郡実科女学校（1918年：荏原郡品川町）⇒ 荏原郡立高等女学校（1922年）⇒ 東京府立品川高等女学校 ⇒ 東京府立第八高等女学校 ⇒ 東京都立第八高等女学校 ⇒《新制》東京都立第八女子新制高等学校 ⇒ 東京都立八潮高等学校（1949年）
  - 東京府立第十七高等女学校（1940年：品川区東品川 府立第八高女内）⇒ 東京府立城南高等女学校（1942年）⇒ 東京都立城南高等女学校 ⇒（1943年：都立第八高等女学校に統合）
- 第一東京市立高等女学校（1924年：深川区深川猿江町）⇒（1930年：深川区深川西平井町へ移転）⇒ 東京都立深川高等女学校 ⇒《新制》東京都立深川女子新制高等学校 ⇒ 東京都立深川高等学校（1950年）
- 日本女子美術学校（1903年：私立、芝区 芝公園内）⇒（1906年：本郷区駒込千駄木町、次いで下谷区谷中初音町へ移転）⇒ 日本女子技芸学校 ⇒（1911年：東京市に移管）東京市立第一女子技芸学校 ⇒ 東京市立第一実科高等女学校 ⇒（1926年：下谷区池之端茅町へ移転）⇒ 東京市立忍岡高等女学校（1929年）⇒（1940年： 浅草区向柳原町へ移転）⇒ 東京都立忍岡高等女学校 ⇒《新制》東京都立忍岡新制高等学校 ⇒ 東京都立忍岡高等学校（1950年）⇒（2003年：墨田区鐘ヶ淵へ移転）⇒（2006年：統合、台東区浅草橋へ移転）東京都立忍岡高等学校
- 目黒村立目黒実科高等女学校（1917年：荏原郡目黒村）⇒ 目黒町立目黒実科高等女学校 ⇒ 目黒町立目黒高等女学校（1929年）⇒ 東京市立目黒高等女学校 ⇒ 東京都立目黒高等女学校 ⇒《新制》東京都立目黒女子新制高等学校 ⇒ 東京都立目黒高等学校（1950年）
- 青梅町外六ヶ村組合立実科高等女学校（1923年：西多摩郡青梅町）⇒ 東京府立青梅実科高等女学校 ⇒ 東京府立第九高等女学校（1933年）⇒ 東京都立第九高等女学校 ⇒《新制》東京都立第九女子新制高等学校 ⇒ 東京都立多摩高等学校（1950年）
- 第四東京市立高等女学校（1935年：下谷区 上野公園凌雲院境内）⇒ 東京都立竹台高等女学校（1938年）⇒（1943年：荒川区日暮里へ移転）⇒《新制》東京都立竹台女子新制高等学校 ⇒ 東京都立竹台高等学校（1950年）
- 東京府立第十高等女学校（1936年：赤坂区青山北町 青山師範学校仮校舎内）⇒（1938年：豊島区千早町へ移転）⇒ 東京都立第十高等女学校 ⇒《新制》東京都立第十女子新制高等学校 ⇒ 東京都立豊島高等学校（1950年）
  - 東京府立第二十二高等女学校（1942年：豊島区千早町 府立第十高女内）⇒ 東京都立第二十二高等女学校 ⇒（1946年：都立第十高等女学校へ統合）
- 東京府立第十一高等女学校（1939年：中野区桃園町 府立高等家政女学校内）⇒（1940年：世田谷区玉川用賀町へ移転）⇒ 東京府立桜町高等女学校 ⇒ 東京都立桜町高等女学校 ⇒《新制》東京都立桜町新制高等学校 ⇒ 東京都立桜町高等学校（1950年）
- 東京府立第十二高等女学校（1939年：赤坂区青山北町 青山師範学校仮校舎跡）⇒（板橋区徳丸町へ移転）⇒ 東京府立北野高等女学校 ⇒ 東京都立北野高等女学校 ⇒《新制》東京都立北野新制高等学校 ⇒ 東京都立北野高等学校 ⇒（2007年：都立志村高等学校と統合・改編）東京都立板橋有徳高等学校
- 東京府立第十三高等女学校（1940年：中野区桃園町 府立高等家政女学校内）⇒（1941年：北多摩郡武蔵野町境へ移転）東京府立武蔵高等女学校 ⇒ 東京都立武蔵高等女学校 ⇒《新制》東京都立武蔵新制高等学校 ⇒ 東京都立武蔵高等学校 ⇒ 東京都立武蔵高等学校・附属中学校（2008年）
- 東京府立第十四高等女学校（1940年：浅草区七軒町 府立第一高女内）⇒ 東京府立城北高等女学校 ⇒（王子区袋町へ移転）⇒ 東京都立城北高等女学校 ⇒《新制》東京都立城北新制高等学校 ⇒ 東京都立城北高等学校 ⇒（1999年：改編）東京都立桐ケ丘高等学校
- 東京府立第十五高等女学校（1940年：豊島区千早町 府立第十高女内）⇒（1942年：北多摩郡神代村へ移転）東京府立神代高等女学校 ⇒ 東京都立神代高等女学校 ⇒《新制》東京都立神代新制高等学校 ⇒ 東京都立神代高等学校（1950年）
- 東京府立第十六高等女学校（1940年：江戸川区逆井 府立第七高女内）⇒ 東京府立葛飾高等女学校（1941年）⇒ 東京都立葛飾高等女学校 ⇒（1946年：葛飾区上千葉町へ移転）⇒《新制》東京都立葛飾女子新制高等学校 ⇒（1949年：葛飾区本田立石町へ移転）⇒ 東京都立南葛飾高等学校（1950年）
- 東京府立第十八高等女学校（1941年：中野区鷺宮 府立二十一中内）⇒ 東京府立井草高等女学校 ⇒（1943年：練馬区上石神井へ移転）⇒ 東京都立井草高等女学校 ⇒《新制》東京都立井草新制高等学校 ⇒ 東京都立井草高等学校（1950年）
- 東京府八王子市立高等女学校（1941年：八王子市天神町）⇒（1946年：八王子市台町へ移転）⇒《新制》八王子市立新制女子高等学校 ⇒ 八王子市立富士森高等学校 ⇒ 東京都立富士森高等学校（1954年）⇒（1956年：八王子市長房町へ移転）
- 東京府立第十九高等女学校（1942年：赤坂区青山北町 青山師範学校仮校舎跡）⇒ 東京府立千歳高等女学校 ⇒ 東京都立千歳高等女学校 ⇒（1944年：芝区通新町へ移転）⇒（1948年：世田谷区船橋町へ移転）⇒《新制》東京都立千歳女子新制高等学校 ⇒ 東京都立千歳丘高等学校（1950年）
  - 東京市立芝高等家政女学校（1935年：芝区愛宕町）⇒ 東京都立芝高等家政女学校 ⇒（1946年：都立千歳高等女学校に統合）
- 東京府立第二十高等女学校（1942年：中野区富士見町 府立第五高女内）⇒（小石川区小石川へ移転）⇒ 東京都立第二十高等女学校 ⇒（牛込区市ヶ谷へ移転）⇒（牛込区津久戸へ移転）⇒（牛込区水道町へ移転）⇒《新制》東京都立赤城台新制高等学校 ⇒（1950年：新宿区山吹町へ移転・改称）東京都立赤城台高等学校 ⇒（1991年：東京都立国際高等学校を継続校として廃校）
- 柳北女子実技学校（1910年：浅草区向柳原）⇒ 東京市立浅草家政女学校 ⇒ 東京市立浅草実科高等女学校 ⇒ 東京都立浅草高等女学校（1943年）⇒《新制・統合》東京都立台東商業高等学校 ⇒（2006年：統合）東京都立浅草高等学校
- 楓川専修女学校（1908年：日本橋区坂本町）⇒ 東京市日本橋家政女学校 ⇒ 東京市立日本橋高等家政女学校（1920年）⇒ 東京都立日本橋高等家政女学校 ⇒ 東京都立紅葉川高等女学校（1946年）⇒《新制》東京都立紅葉川高等学校 ⇒（1986年：江戸川区臨海町へ移転）
- 千住町実業補習学校（1911年：南足立郡千住町）⇒ 千住町女子実業補習学校 ⇒ 東京市足立区千住女子実業補習学校 ⇒ 東京市足立実科女学校 ⇒ 東京市足立高等家政女学校（1942年）⇒ 東京都立足立高等家政女学校 ⇒ 東京都立足立高等女学校（1946年）⇒《新制》東京都立足立高等学校
- 東京府荏原郡大崎町立大崎女子実業補習学校（1911年：荏原郡大崎町）⇒ 荏原郡大崎女子実業補習学校（町立）⇒ 荏原郡大崎町立大崎実修女学校 ⇒ 東京市品川区大崎実修女学校 ⇒ 東京市大崎高等実修女学校 ⇒ 東京市立品川高等実践女学校 ⇒ 東京都立品川高等実践女学校 ⇒ 東京都立大崎高等女学校（1946年）⇒《新制》東京都立大崎新制高等学校 ⇒ 東京都立大崎高等学校（1950年）
- 豊多摩郡立農業学校附設実業女学校（1912年：豊多摩郡中野町）⇒ 東京府立中野実業女学校 ⇒ 東京府立中野家政女学校 ⇒ 東京府立高等家政女学校（1929年）⇒（1938年：中野区鷺宮へ移転）⇒ 東京都立中野高等家政女学校 ⇒ 東京都立鷺宮高等女学校（1946年）⇒《新制》東京都立鷺宮新制高等学校 ⇒ 東京都立鷺宮高等学校（1950年）
- 調布女子実業補習学校（1913年：荏原郡調布村）⇒ 調布村立調布女子公民学校 ⇒ 東京府荏原郡調布女子実業補習学校 ⇒ 東京市大森区東調布女子公民学校 ⇒ 東京市大森区東調布実科学校 ⇒ 東京市東調布高等家政女学校（1935年）⇒（1941年：大森区雪ヶ谷町へ移転）⇒ 東京市大森高等家政女学校 ⇒ 東京都立大森高等家政女学校 ⇒ 東京都立雪谷高等女学校（1946年）⇒《新制》東京都立雪谷新制高等学校 ⇒ 東京都立雪谷高等学校（1950年）
- 北豊島郡板橋町立実科高等女学校（1928年：北豊島郡板橋町）⇒ 東京市立板橋実科高等女学校 ⇒ 東京市立板橋高等家政女学校（1938年）⇒ 東京都立板橋高等家政女学校 ⇒ 東京都立板橋高等女学校（1946年）⇒《新制》東京都立板橋高等学校
- 東京市本所区第一実業女学校（1931年：本所区三笠町）⇒ 東京市本所高等実践女学校 ⇒（1942年：本所区小梅へ移転）⇒ 東京都立本所高等実践女学校 ⇒ 東京都立本所高等女学校（1946年）⇒《新制》東京都立本所新制高等学校 ⇒ 東京都立本所高等学校（1950年）
- 東京市立豊島高等実践女学校（1935年）⇒ 東京都立豊島高等実践女学校 ⇒ 東京都立向丘高等女学校（1946年）⇒《新制・統合》東京都立向丘本郷新制高等学校 ⇒ 東京都立向丘高等学校（1950年）
- 町田女学校（1929年：私立、南多摩郡町田町）⇒ 町田高等女学校（1930年）⇒ 町田町立町田高等女学校（1947年）⇒《新制》東京都立町田高等学校
- 東光高等女学校（1946年：私立、北多摩郡府中町）⇒《新制》赤松女子高等学校 ⇒（1960年：府中市に移管）府中市立赤松高等学校 ⇒（1961年：都に移管）東京都立府中高等学校
- 東京市立京橋区女子実業補習学校（1910年：京橋区明石町）⇒ 東京市立京橋区実務補習女学校 ⇒ 東京市立京橋高等家政女学校（1936年）⇒ 東京都立京橋高等家政女学校 ⇒《新制》東京都立京橋女子新制高等学校 ⇒ 東京都立京橋高等学校 ⇒（1963年：中央区晴海へ移転）⇒（1996年：統合）東京都立晴海総合高等学校
- 東京市杉並高等家政女学校（1935年）⇒《新制》東京都立荻窪高等学校

### 私立
- 翠松学舎（1887年：神田区神田東松下町）⇒ 三輪田女学校（1902年：麹町区四番町）⇒ 三輪田高等女学校（1903年）⇒《新制》三輪田学園中学校・高等学校
- 麹町女学校（1905年：麹町区麹町）⇒ 麹町高等女学校（1908年）⇒《新制》麹町学園女子中学校・高等学校
- 築地語学校（1875年：築地明石町）、雙葉会語学塾（1897年：赤坂区溜池葵町）⇒ 雙葉高等女学校（1909年：京橋区築地明石町）⇒（1910年：麹町区下六番町へ移転）⇒《新制》雙葉中学校・高等学校
- 女子仏学校（1881年：神田区神田猿楽町）⇒ 仏英和高等女学校（1910年）⇒（1927年：麹町区富士見町へ移転）⇒ 白百合高等女学校（1935年）⇒《新制》白百合学園中学校・高等学校
- 女子文芸学舎（1888年：麹町区中六番町）⇒ 女子文芸学校 ⇒ 千代田高等女学校（1910年）⇒《新制》千代田女学園中学校・高等学校 ⇒ 武蔵野大学附属千代田高等学院・千代田女学園中学校 ⇒ 千代田中学校・高等学校（2025年）
- 九段精華高等女学校（1911年：麹町区飯田町）⇒（1945年空襲で全焼、廃校）
- 大妻コタカ家塾（1908年：麹町区紀尾井町）⇒（1909年：麹町区富士見町へ移転）⇒ 東京女子技芸教授所 ⇒ 大妻技芸伝習所 ⇒ 大妻技芸学校 ⇒（1917年：麹町区上六番町へ移転）⇒ 大妻実科高等女学校 ⇒ 大妻高等女学校（1921年）⇒《新制》大妻中学校・高等学校
- 家政研究所（1923年：牛込区富久町）⇒（1925年：麹町区三番町へ移転）⇒ 東京家政学院高等女学校（1939年）⇒《新制》東京家政学院中学校・高等学校
- 神田高等女学校（1890年：神田区神田中猿楽町）⇒《新制》神田女学園中学校・高等学校
- 共立高等女学校（1936年：神田区一ツ橋）⇒《新制》共立女子中学校・高等学校
- 日本橋女学校（1905年：日本橋区蛎殻町）⇒ 日本橋高等女学校（1906年）⇒ 日本橋女学館高等女学校 ⇒《新制》日本橋女学館中学高等学校 ⇒ 開智日本橋学園中学・高等学校（2015年）
- 私立東京高等女学校（1903年：芝区三田四国町）⇒ 東京高等女学校 ⇒《新制》東京女子中学校・高等学校 ⇒ 東京女子学園中学校・高等学校 ⇒（2023年：共学化）芝国際中学校・高等学校
- 聖心女子学院高等女学校（1910年：芝区白金三光町）⇒《新制》聖心女子学院中等科・高等科
- 頌栄女学校（1885年：芝区白金猿町）⇒ 頌栄高等女学校（1920年）⇒《新制》頌栄女子学院中学校・高等学校
- フレンド女学校（1887年）⇒ 普連土女学校（1889年：芝区三田功運町）⇒（1930年：高等女学校令に準拠）⇒ 聖友女学校（1943年）⇒ 普連土女学校（1947年）⇒《新制》普連土学園中学校・高等学校
- 順心女学校（1918年：麻布区広尾町）⇒ 順心高等女学校（1924年）⇒《新制》順心女子高等学校 ⇒ 広尾学園中学校・高等学校（2007年）
- 東洋英和女学校（1884年：麻布区麻布東鳥居坂町）⇒（1929年：高等女学校令に準拠）⇒《新制》東洋英和女学院中学部・高等部
- 高等女子実修学校（1903年：牛込区牛込白銀町）⇒ 山脇高等女学校（1908年）⇒（1935年：赤坂区桧町へ移転）⇒《新制》山脇学園中学校・高等学校
- 成女学校（1899年：麹町区下二番町）⇒（1906年：牛込区市ヶ谷富久町へ移転）⇒ 成女高等女学校（1908年）⇒《新制》成女学園中学校・成女高等学校
- 東洋女学校（1905年：小石川区小石川丸山町）⇒ 東洋高等女学校（1907年）⇒《新制》東洋女子高等学校
- 京華高等女学校（1909年：小石川区小石川原町）⇒《新制》京華女子中学校・高等学校
- 跡見学校（1875年：神田中猿楽町）⇒（1888年：小石川区小石川柳町へ移転）⇒ 跡見女学校（1913年）⇒ 跡見高等女学校（1944年）⇒《新制》跡見学園中学校・高等学校
- 東邦商業女学校（1939年：小石川区大塚上町）⇒ 東邦女学校 ⇒ 東邦高等女学校（1947年）⇒《新制》東邦中学校・東邦高等学校 ⇒ 東邦音楽大学附属東邦中学校・高等学校（2001年）
- 淑徳女学校（1892年：小石川区小石川表町 伝通院内）⇒ 淑徳高等女学校（1906年）⇒（1945年：戦災で校舎を焼失、板橋区志村へ移転）→《1947年：小石川伝通院内に新制で開校》淑徳学園中学校・高等学校 ⇒ 淑徳SC中等部・高等部（2008年）⇒ 小石川淑徳学園中学校・高等学校（2024年）
- 錦秋高等女学校（1912年：本郷区真砂町）⇒《新制》錦秋学園高等学校 ⇒（1974年：閉校）
- 桜蔭女学校（1924年：本郷区元町）⇒ 桜蔭高等女学校（1926年）⇒《新制》桜蔭中学校・高等学校
- 上野女学校（1904年：下谷区上野桜木町）⇒ 上野高等女学校（1910年）⇒《新制》上野学園中学校・高等学校
- 向島高等女学校（1922年：南葛飾郡寺島町）⇒（1943年：廃校、生徒は佐藤高等女学校へ）
- 深川女子技芸学校（1903年：深川区深川東大工町）⇒ 中村高等女学校（1909年）⇒（1925年：深川区深川清住町へ移転）⇒《新制》中村中学校・高等学校
- 荏原女学校（1926年：荏原郡品川町）⇒ 品川高等女学校（1929年）⇒《新制》 品川中学校・高等学校 ⇒ 品川女子学院中等部・高等部（1991年）
- 立正裁縫女学校（1927年）⇒ 立正学園高等女学校（1932年：荏原区中延町）⇒《新制》立正学園中学校・女子高等学校 ⇒ 文教大学付属中学校・高等学校（1977年）
- 青蘭商業女学校（1938年：荏原区下神明町）⇒ 青蘭高等女学校（1943年）⇒《新制》青蘭学院中学校・高等学校 ⇒ 青稜中学校・高等学校（1995年）
- 京南家政女学校（1932年：品川区大井倉田町）⇒ 大井高等女学校（1946年）⇒《新制》大井女子高等学校 ⇒ 小野学園女子高等学校 ⇒ 品川翔英中学・高等学校（2020年）
- 中延学園高等女学校（1946年：品川区大井伊藤町）⇒《新制》中延学園高等学校 ⇒ 朋優学院高等学校（2001年）
- 香蘭女学校（1888年：麻布区麻布永坂町）⇒（1912年：芝区白金三光町へ移転）⇒（1941年：荏原区平塚へ移転）⇒ 香蘭高等女学校（1945年）⇒《新制》香蘭中学校・高等学校 ⇒ 香蘭女学校中学校・高等学校 ⇒ 香蘭女学校中等科・高等科（2008年）
- 高輪裁縫塾（1903年：芝区高輪台町）⇒ 高輪裁縫女学校（芝区芝三田君塚町）⇒（1905年：芝区芝二本榎町へ移転）⇒ 高輪淑女学校 ⇒（1919年：荏原郡目黒村へ移転 ）⇒ 日出高等女学校（1921年）⇒《新制》日出女子学園高等学校 ⇒ 日出高等学校（2001年）⇒ 目黒日本大学中学校・高等学校（2019年）
- 常磐松女学校（1916年：豊多摩郡渋谷町下渋谷<常磐松>）⇒ 常盤松高等女学校（1923年）⇒《新制・目黒区碑文谷へ移転》常磐松中学校・高等学校 ⇒ トキワ松学園中学校・高等学校（1951年）
- 八雲高等女学校（1938年：目黒区宮前町）⇒《新制》八雲学園中学校・高等学校
- 杉立高等女学校（1924年：荏原郡平塚町）⇒（1932年：大森区調布へ移転）東調布高等女学校 ⇒（1949年：廃校）
- 立華高等女学校（1941年：大森区久が原町）⇒《新制》立華女子高等学校 ⇒（1971年：閉校）
- 蒲田高等女学校（1941年：蒲田区羽田本町）⇒《新制》蒲田女子高等学校 ⇒ 羽田国際高等学校（2024年：男女共学化）
- 日本女学校（1900年：本郷区本郷龍岡町）⇒ 帝国女子専門学校附設日本高等女学校（1909年）⇒（1946年：世田谷区へ移転）⇒《新制》日本女子高等学校 ⇒（1955年、閉校）
- 戸板裁縫学校（1902年）⇒（1904年：芝区三田四国町へ移転）⇒ 三田高等女学校（1916年）⇒ 戸板高等女学校（1947年）⇒《新制》戸板中学校・戸板女子高等学校 ⇒（1993年：世田谷区用賀へ移転）⇒（2015年：共学化）三田国際学園中学校・高等学校
  - 大森高等女学校（1926年：荏原郡大森町）⇒（1948年：戸板高等女学校に併合）
  - 城南女学校（1923年：荏原郡大森町）⇒ 城南高等家政女学校（1932年）⇒（1943年：大森高等女学校に併合）
- 日本女子高等学院高等女学部（1922年：小石川区西江戸川町）⇒（豊多摩郡中野町へ移転）⇒（豊多摩郡野方町へ移転）⇒ 昭和高等女学校（1927年）⇒（1945年：世田谷区三宿町へ移転）⇒《新制》昭和中学校・高等学校 ⇒ 昭和女子大学附属昭和中学校・高等学校（1963年）
- 調布女学校（1926年：荏原郡玉川村）⇒ 調布高等女学校（1927年）⇒《新制》調布中学校・高等学校 ⇒ 田園調布学園中等部・高等部（2004年）
- 成城高等女学校（1927年：北多摩郡砧村）⇒《新制・統合》成城学園中学校高等学校
- 第二岩佐高等女学校（1928年：北多摩郡神代町金子）⇒（1936年：牛込の岩佐高等女学校を廃止し改組）岩佐高等女学校 ⇒（1937年：北多摩郡千歳村給田へ移転）⇒《新制》岩佐学園中学校・高等学校 ⇒ 交成学園白梅中学校・高等学校 ⇒ 佼成学園女子中学校・高等学校（1960年）
  - 東京女子技芸学校（1907年：牛込区牛込天神町）⇒ 岩佐実科高等女学校 ⇒ 岩佐高等女学校（1929年）⇒（1936年：廃止、岩佐第二高等女学校に併合）
- 世田谷町高等女学校（1930年：荏原郡世田ヶ谷町）⇒ 世田谷高等女学校 ⇒  鷗友学園高等女学校 ⇒《新制》鷗友学園女子中学校・高等学校
- 恵泉女学園（1929年：北多摩郡千歳村）⇒（1935年：高等女学校令準拠）⇒《新制》恵泉女学園中学校・高等学校
- 東京松蔭女学校（1929年：荏原郡世田ヶ谷町）⇒ 青葉高等実践女学校 ⇒ 青葉高等女学校（1937年）⇒《新制》青葉学園中高等学校 ⇒（1988年：閉校）
- クリュッペルハイム東星学園（1932年：世田谷区玉川上野毛町）⇒ 大東学園高等女学校（1942年）⇒《新制》大東学園高等学校 ⇒（1981年：世田谷区船橋へ移転）
- 大倉山女学校（1940年：横浜市）⇒ 大倉山高等女学校（1943年）⇒《新制》大倉山女子高等学校 ⇒ 東横学園大倉山高等学校 ⇒（2008年：世田谷区へ移転統合）東横学園高等学校 ⇒ 東京都市大学等々力中学校・高等学校（2009年）
- 国本高等女学校（1942年：世田谷区喜多見町）⇒《新制》国本女子中学校・高等学校
- 東京女学館（1888年：麹町区永田町）⇒（1890年：麹町区三年町<虎ノ門>へ移転）⇒（1900年：高等女学校令に準拠）⇒（1923年：豊多摩郡渋谷町<羽沢>へ移転）⇒《新制》東京女学館中学校・高等学校
- 私立実践女学校、女子工芸学校（1899年：麹町区元園町）⇒（1903年：豊多摩郡渋谷村<常磐松>へ移転）⇒（1908年：両校を合併）実践女学校中等部 ⇒ 実践女学校高等女学部、実科高等女学部（1911年）⇒ 実践高等女学校、実践実科高等女学校 ⇒ 実践高等女学校、実践第二高等女学校（1934年）⇒《新制》実践女子学園中学校・高等学校
- 関東高等女学校（1923年：豊多摩郡淀橋町）⇒（1937年：渋谷区幡ヶ谷本町へ移転）⇒《新制》関東女学園中等部・高等部 ⇒ 関東学園女子高等学校 ⇒ 関東女子高等学校 ⇒ 関東国際高等学校（1998年）
- 東京英和女学校（1888年：赤坂区青山南町）⇒ 青山女学院高等科 ⇒ 青山学院高等女学部（1927年）⇒《新制》青山学院中等部・女子高等部 ⇒ 青山学院中等部・高等部（1950年）
- 中央女学校（1924年：豊多摩郡代々幡町）⇒ 渋谷商業実践女学校（1934年：渋谷区渋谷）⇒（1934年：愛泉女学校・東洋家政女学校を統合）渋谷女子商業学校 ⇒ 渋谷高等女学校（1946年）⇒《新制》渋谷中学校・高等学校 ⇒ 渋谷高等学校 ⇒ 渋谷女子高等学校 ⇒ 渋谷教育学園渋谷中学高等学校（1996年）
- 桜井高等家政女学校（1932年：淀橋区柏木）⇒ 桜井高等女学校（1940年）
- 成美高等女学校（1923年：豊多摩郡中野町）⇒ 女子経済専門学校附属高等女学校（1931年）⇒《新制》東京経専中学校・高等学校 ⇒ 東京文化中学校・高等学校 ⇒ 新渡戸文化中学校・高等学校（2010年）
- 堀越高等女学校（1923年：豊多摩郡中野町）⇒《新制》堀越中学校・高等学校 ⇒ 堀越高等学校（1987年）
- 中野高等女学校（1928年：豊多摩郡中野町）⇒《新制》宝仙学園中学校・高等学校
- 文園高等女学校（1941年：中野区上高田）⇒《新制》文園高等学校 ⇒ 大妻女子大学中野女子高等学校（1972年）⇒ 大妻中野中学校・高等学校（1995年）
- 桃園高等女学校（1943年：中野区）
- 立教女学校（1877年：湯島）⇒（1878年：神田淡路町へ移転）⇒（1879年：築地へ移転）⇒ 立教高等女学校（1908年）⇒（1924年：豊多摩郡高井戸村久我山へ移転）⇒《新制》立教女学院中学校・高等学校
- 女子美術学校付属高等女学校（1915年：本郷区菊坂町）⇒ 佐藤高等女学校（1916年）⇒（1945年：杉並区和田本町へ移転）⇒《新制》佐藤高等学校・中学校 ⇒ 女子美術大学付属高等学校・中学校（1951年）
- 城右高等女学校（1926年：豊多摩郡杉並町天沼）⇒《新制》城右中学校・高等学校 ⇒ 文化女子大学附属杉並中学・高等学校（1974年）⇒ 文化学園大学杉並中学校・高等学校（2011年）
- 立正高等女学校（1926年：豊多摩郡和田堀町）⇒《新制》東京立正中学校・高等学校
- 光塩高等女学校（1931年：豊多摩郡杉並町高円寺）⇒《新制》光塩女子学院中等科・高等科
- 前田裁縫女学校（1923年：豊多摩郡杉並町）⇒ 前田高等家政女学校 ⇒ 前田高等女学校（1946年）⇒《新制》菊華中学校・高等学校 ⇒ 杉並学院中学高等学校（2000年）⇒ 杉並学院高等学校（2018年）
- 敷島高等女学校（杉並）⇒《新制》敷島女子中学校・高等学校 ⇒（1949年：合併）日本大学第二中学校・高等学校 女子部
- 杉並高等女学校（1942年：杉並区成宗）⇒《新制》杉並女子高等学校 ⇒（廃校）
- 晩香女学校（1919年：北豊島郡巣鴨町）⇒（1923年：高等女学校に準拠）⇒（1950年：廃校）
- 文華高等女学校（1922年：北豊島郡巣鴨町）⇒ 十文字高等女学校 ⇒《新制》十文字中学校・高等学校
- 牛込高等女学校（1924年：牛込区弁天町）⇒（1944年：豊島区日出町へ移転）⇒《新制》豊島岡女子学園中学校・高等学校
  - 東京女子裁縫専門学校（1892年：牛込区牛込下宮比町）⇒（1898年：牛込区新小川町へ移転）⇒ 東京家政女学校 ⇒（1928年：牛込区弁天町へ移転）⇒（1936年：廃止）
- 川村女学院（1924年：北豊島郡高田町）⇒（1927年：高等女学校に準拠）⇒《新制》川村中学校・高等学校
- 武蔵野高等女学校（1922年：北豊島郡瀧野川町）⇒《新制》武蔵野中学高等学校
- 瀧野川実科女学校（1926年：北豊島郡滝野川町）⇒ 瀧野川高等実科女学校 ⇒ 瀧野川高等女学校（1946年）⇒《新制》瀧野川女子学園中学校・高等学校
- 国華高等女学校（1923年：北豊島郡三河島町）⇒ 荒川高等女学校（1933年）⇒《新制》荒川高等学校 ⇒ 国華女子学院高等学校 ⇒ 国華高等学校（1964年）⇒（練馬区へ移転）⇒（1966年：休校）
- 北豊島女学校（1926年：北豊島郡尾久町）⇒ 北豊島高等女学校（1943年）⇒《新制》北豊島中学校・高等学校
- 王子高等女学校（1926年：北豊島郡王子町）⇒ 東京成徳高等女学校（1931年）⇒《新制》東京成徳大学中学校・高等学校
- 淑徳女学校（1892年：小石川区小石川表町）⇒ 淑徳高等女学校（1906年）⇒（1945年：板橋区志村へ移転）⇒《新制》淑徳中学校・高等学校
- 和洋裁縫伝習所（1881年：本郷区湯島）⇒ 東京裁縫女学校（1892年）⇒ 渡辺女学校（1931年）⇒ 渡辺高等女学校（1941年）⇒（1946年：板橋区板橋町へ移転）⇒《新制）渡辺学園女子中学校・高等学校 ⇒ 東京家政大学附属女子中学校・高等学校（1949年）
- 富士見高等女学校（1924年：北豊島郡中新井村）⇒《新制》富士見中学高等学校
- 岩崎学園桜台高等女学校（1941年：板橋区<練馬>）⇒（1949年：廃校）
- 芙蓉女学校（1936年：板橋区石神井関町）⇒ 芙蓉高等女学校（1946年）⇒《新制》東京女子学院中学校・高等学校 ⇒ 英明フロンティア中学校・高等学校（2025年）
- 潤徳高等女学校（1924年：南足立郡千住町）⇒《新制》潤徳女子高等学校
- 修徳高等女学校（1938年：本所区）⇒（1943年：廃止）→（1952年：新制、葛飾区）修徳学園女子部 ⇒ 修徳中学校・高等学校
- 本田裁縫女塾（1933年：南葛飾郡本田町）⇒ 本田裁縫女子学校 ⇒ 共栄女子商業学校 ⇒ 共栄高等女学校（1946年）⇒《新制》共栄学園中学高等学校
- 江戸川女子商業学校（1944年：江戸川区小岩）⇒ 江戸川高等女学校（1946年）⇒《新制》江戸川女子中学校・高等学校
- 立川女学校（1925年：北多摩郡立川町）⇒ 立川高等女学校（1927年）⇒《新制》立川女子中学校・高等学校 ⇒ 立川女子高等学校（1971年）
- 成蹊女学校（1917年：北豊島郡高田町）⇒ 成蹊高等女学校（1921年）⇒《新制》成蹊女子中学校・高等学校 ⇒（1954年：合併）成蹊中学校・高等学校
- 井之頭学園高等女学校（1933年：北多摩郡武蔵野町）⇒ 藤村高等女学校（1938年）⇒《新制》藤村女子中学校・高等学校
- 帝国第一高等女学校（1938年：淀橋区大久保）⇒（1946年：北多摩郡武蔵野町吉祥寺へ移転）⇒《新制》吉祥女子中学校・高等学校
- 明星学園高等女学校（1928年：北多摩郡三鷹村）⇒《新制・統合》明星学園中学校・高等学校
- 啓明学園高等女学部（1941年：赤坂区台町）⇒（1945年：北多摩郡拝島村へ移転）⇒《新制・統合》啓明学園中学校・高等学校
- 山水高等女学校（1941年：北多摩郡神代村）⇒ 桐朋高等女学校（1947年）⇒《新制》桐朋女子中学校・高等学校
- 家事裁縫研究所（1916年：小石川区小日向台町）⇒ 小石川高等女学校（1923年）⇒（1935年：小石川区関口町へ移転）⇒《新制》文華女子中学校・高等学校 ⇒（1970年：田無市西原町へ移転）文華女子高等学校
- 武蔵野女子学院高等女学校（1927年：京橋区築地本願寺内）⇒（1929年：北多摩郡保谷村へ移転）⇒《新制》武蔵野女子学院中学校・高等学校 ⇒  武蔵野大学中学校・高等学校（2019年）
- 玉川高等女学校（1930年：南多摩郡町田町）⇒《新制・統合》玉川学園中学部・高等部
- 桜美林学園高等女学校（1946年：南多摩郡忠生村）⇒《新制・統合》桜美林中学校・高等学校
- 和光学園高等女学校（1946年：世田谷区世田谷）⇒《新制》和光中学校・高等学校 ⇒（1977年：町田市真光寺町へ移転）
- 駒沢高等女学校（1928年：荏原郡駒沢町）⇒《新制》駒沢学園女子中学校・高等学校 ⇒（1989年：稲城市坂浜へ移転）
- 日本女子大学付属高等女学校（1901年：小石川区高田老松町<目白台>）⇒《新制》日本女子大学附属中学校（目白）、高等学校（川崎市生田）⇒（1979年：附属中学校が川崎市多摩区西生田へ移転）日本女子大学附属中学校・高等学校
- 女子独立学校（1883年：南豊島郡角筈村）⇒ 角筈女学校（1900年）⇒ 精華女学校 ⇒ 精華高等女学校（1908年）⇒《新制》精華学園女子中学校・高等学校 ⇒（1969年：新宿区柏木へ移転）⇒（1973年：千葉県市原市へ移転）精華学園第二女子中学校・高等学校 ⇒ 東海精華女子中学校・高等学校 ⇒ 東海大学精華女子高等学校 ⇒ 東海大学付属市原望洋高等学校
- 平塚裁縫女学校（1923年：荏原郡平塚村）⇒ 洗足高等女学校（1926年：荏原郡碑衾町）⇒《新制・川崎市久本へ移転》洗足学園中学校・高等学校 ⇒ 洗足学園第二中学校・高等学校（1953年）⇒ 洗足学園大学附属中学校・高等学校（1976年）⇒ 洗足学園中学校・高等学校（2002年）
- 森村高等女学校（1941年：芝区高輪南町）⇒《新制》森村学園中学部・高等部 ⇒（1978年：横浜市緑区長津田町へ移転）
- A六番女学校（1870年：築地居留地六番）→ 原女学校、B六番女学校（1874年：築地居留地六番）→（居留地四十二番へ移転）新栄女学校 ⇒（1878年：両校を統合）新栄女学校、桜井女学校（1876年：麹町）⇒（1890年：新栄女学校と桜井女学校を統合、麹町区上二番町）女子学院 ⇒《新制》女子学院中学校・高等学校
- 明治女学校（1885年：九段下牛ヶ渕）⇒（1892年：麹町区下六番町へ移転）⇒（1897年：北豊島郡巣鴨町）⇒（1909年：閉校）
- 和洋裁縫学院（1897年：麹町区飯田町）⇒ 和洋裁縫女学校 ⇒（1904年：麹町区飯田町内の現在地へ移転）⇒ 和洋女子学院（1936年）⇒《新制》和洋九段女子中学校・女子高等学校 ⇒ 和洋女子大学附属九段女子中学校・高等学校 ⇒ 和洋九段女子中学校・高等学校（1992年）
- 音楽遊戯協会講習所（1903年：神田区神田淡路町）⇒（1923年：豊多摩郡中野町へ移転）⇒ 日本音楽学校（1927年）⇒（1947年：品川区豊町へ移転）⇒《新制》日本音楽高等学校（日本音楽学校も専門学校として存続、現在の有明教育芸術短期大学）⇒ 品川学藝高等学校（2023年）
- 女子聖学院神学部（1905年：京橋区築地）⇒（1907年：東京府北豊島郡滝野川町字中里へ移転）⇒《新制》女子聖学院中等部・高等部 ⇒ 女子聖学院中学校・高等学校（1966年）
- 自由学園女子部（1921年：北豊島郡高田町）⇒（1934年：北多摩郡久留米町へ移転）⇒《新制・合併》自由学園女子部中等科・高等科
- 温故女学院（1930年：豊多摩郡渋谷町）⇒（1945年の空襲で校舎全焼、後に廃校）
- 東洋音楽学校普通科（1932年）⇒ 東洋高等実業女学校（1943年）⇒《新制》東洋高等学校（音楽科）⇒ 東洋音楽大学付属高等学校 ⇒ 東京音楽大学付属高等学校（1969年）
- 松蔭女学校（1941年：世田谷区）⇒《新制》松蔭中学校・高等学校 ⇒ 松蔭大学附属松蔭中学校・高等学校（2021年）

## 実業学校

### 公立

#### 商業学校
- 東京府立第一商業学校 ⇒ 東京都立一商 ⇒ 東京都立第一商業新制高 ⇒ 東京都立第一商業高等学校
- 東京府立第二商業学校 ⇒ 東京都立二商 ⇒ 東京都立第二商業新制高 ⇒ 東京都立第二商業高等学校
- 東京府立第三商業学校 ⇒ 東京都立三商 ⇒ 東京都立第三商業新制高 ⇒ 東京都立第三商業高等学校
- 東京府立第四商業学校 ⇒ 東京都立四商 ⇒ 東京都立第四商業新制高 ⇒ 東京都立第四商業高等学校
- 東京府立第五商業学校 ⇒ 東京都立五商 ⇒ 東京都立第五商業新制高 ⇒ 東京都立第五商業高等学校
- 東京市立京橋商業学校 ⇒ 東京市立芝商業学校 ⇒ 東京都立芝商 ⇒ 東京都立芝商業新制高 ⇒ 東京都立芝商業高等学校
- 東京市立四谷商業実務学校 ⇒ 東京市立四谷商業学校 ⇒ 東京都立四谷商 ⇒ 東京都立四谷商業新制高 ⇒ 東京都立四谷商業高等学校

#### 農学校・水産学校
- 駒場農学校（1978年、後東京山林学校と合併し東京農林学校、帝国大学農科大学を経て、現東京大学農学部、筑波大学。農科大学実科は東京高等農林学校を経て、現/東京農工大学）
- 東京農学校（徳川育英会育英黌農業科 1897年大日本農会付属東京高等農学校 東京高等造園学校は東京高等農学校緑地科へ　後、東京農業大学）
- 蚕業講習所（1896年、後、東京高等蚕糸学校、東京高等農林学校らと東京農工大学へ）
- 麻布獣医畜産学校（1912年、麻布大学）
- 学農祉農学校（1875年-1884年）
- 東京北多摩郡立農業学校（東京都立農業高等学校）
- 東京府立園芸学校（東京都立園芸高等学校）
- 東京府立農林学校（東京都立農林高等学校）
- 豊多摩郡立農業学校 ⇒ 東京府立中野農業学校 ⇒ 東京府立農芸学校 ⇒ 東京都立農芸学校（東京都立農芸高等学校）
- 東京都大島六ヶ村学校組合立東京都大島農林学校 ⇒ 東京都立大島農林学校 ⇒ 東京都立大島高等学校・東京都立大島海洋国際高等学校）

#### 工業学校

##### 官立
- 工部省三田製作所職工養成（1880年）
- 東京職工学校附属職工徒弟学校（1890年）- 東京工業大学附属科学技術高等学校
- 東京商業学校付設商工徒弟講習所（1886年）→ 職工徒弟学校（1890年）
- 鉄道電信技術伝習生養成所（1891年）
- 鉄道教習所（1909年）
- 高等通信講習所工業学校
- 鉄道省鉄道運輸事務伝習所

##### 公立
- 東京府立八王子工業学校 ⇒ 東京都立八王子工業高等学校  ⇒ 東京都立八王子桑志高等学校に校地継承
- 東京府職工学校（1900年）⇒ 東京都立墨田工科高等学校
- 東京府立工芸学校 ⇒ 東京都立工芸高等学校
- 東京都立農産工業学校 ⇒ 東京都立中野工科高等学校
- 東京府北豊島郡立商工学校 ⇒ 東京府立滝野川商工学校 ⇒ 東京府立商工学校 ⇒ 東京都立北豊島工業学校 ⇒ 東京都立北豊島工業高等学校 ⇒ 東京都立北豊島工科高等学校
- 東京府立化学工業学校 ⇒ 東京都立化学工業高等学校 (廃校)
- 東京府立第二化学工業学校 ⇒ 東京都立三鷹化学工業学校 ⇒ 都立京橋化学工業学校 ⇒ 東京都立羽田工業高等学校 (廃校)
- 東京市立浅草工業専修学校 ⇒ 東京都立蔵前工科高等学校
- 本所区平工業学校 ⇒ 東京市立本所工業学校 ⇒ 東京都立本所工業学校 ⇒ 東京都立深川工業学校と合併 ⇒ 東京都立本所工業高等学校
- 東京市立向島工業学校 ⇒ 東京都立向島工業高等学校 ⇒ 東京都立橘高等学校
- 東京府立機械工業学校 ⇒ 東京都立小金井工業高等学校 ⇒ 東京都立小金井工科高等学校
- 東京府立第二機械工業学校 ⇒ 東京都立世田谷工業高等学校 ⇒ 東京都立総合工科高校に校地継承
- 東京市立王子工業学校 ⇒ 東京都立王子工業高等学校 ⇒ 東京都立王子総合高等学校に校地継承
- 東京市立城東工業学校 ⇒ 東京都立江東工業高等学校 ⇒ 東京都立科学技術高等学校に校地継承
- 東京市立向島工業学校 ⇒ 東京都立向島工業高等学校 ⇒ 東京都立橘高等学校
- 東京都立高輪工業学校 ⇒ 東京都立港工業高等学校 ⇒ 東京都立六郷工科高等学校
- 東京都立麻布工業学校 ⇒ 東京都立港工業高等学校 ⇒ 東京都立六郷工科高等学校
- 東京都立渋谷工業学校 ⇒ 東京都立港工業高等学校 ⇒ 東京都立六郷工科高等学校
- 東京府家具工養成所（1925年）
- 東京都立本郷工業学校
- 東京都立女子工業学校
- 東京都立京橋工業学校
- 東京都立国立工業学校
- 東京都立武蔵工業学校
- 東京都立多摩工業学校

### 私立
- 大倉商業学校 ⇒ 大倉高等商業学校 ⇒ 大倉経済専門学校 ⇒ 東京経済大学
- 私立鉄道学校 ⇒ 岩倉鉄道学校 ⇒ 泰東商業学校と統合 ⇒ 岩倉高等学校
- 関東商業学校 ⇒ 帝国第一工業学校 ⇒ 関東第一商工学校 ⇒ 関東第一中学校・関東総合高等学校 ⇒ 関東商工高等学校 ⇒ 関東第一高等学校
- 京華商業学校 ⇒ 京華学園高等学校商業科 ⇒ 京華商業高等学校
- 東京堂教習所 ⇒ 実践商業学校 ⇒ 実践商業高等学校 ⇒ 実践学園中学・高等学校
- 昭和第一商業学校 ⇒ 昭和第一高等学校
- 昭和第一工業学校第一本科・第二本科 ⇒ 昭和第一実業学校 ⇒ 昭和第一工業高等学校 ⇒ 昭和第一学園高等学校
- 成立商業学校 ⇒ 成立商業高等学校 ⇒ 成立高等学校 ⇒ 成立学園高等学校
- 目黒商業女学校 ⇒ 目黒女子商業学校 ⇒ 目黒学園女子商業高等学校 ⇒ 多摩大学目黒中学校・高等学校
- 中央大学商業学校 ⇒ 中央大学高等学校
- 日本橋簡易商業夜学校 ⇒ 中央商業学校 ⇒ 中央高等学校商業科 ⇒ 中央商業高等学校 ⇒ 中央学院大学中央高等学校
- 東京実業学校 ⇒ 東京実業高等学校
- 私立電機学校 ⇒ 東京電機工業学校 ⇒ 電機第一工業学校 ⇒ 電機第二工業学校と統合 ⇒ 電機学園高等学校 ⇒ 東京電機大学中学校・高等学校
- 東洋商業専門学校 ⇒ 東洋商業学校 ⇒ 東洋商業高等学校 ⇒ 東洋高等学校
- 野方商科学校（1920年) ⇒ 東亜商業学校 ⇒ 東亜商業高等学校 ⇒ 東亜学園高等学校
- 東京工科学校（1907年）⇒ 東京高等工科学校 ⇒ 東京工業学校と統合 ⇒ 東工学園中学校・東京工業高等学校 ⇒ 日本工業大学付属東京工業高等学校・付属中学校 ⇒ 日本工業大学駒場中学校・高等学校
- 東京東海商業学校
- 豊南商業学校・豊南工業学校 ⇒ 豊南高等学校
- 東京植民貿易語学校夜間部 ⇒ 東京保善商業学校(夜学)と統合 ⇒ 東京保善高等学校 ⇒ 保善高等学校
- 東京保善工業学校 ⇒ 安田工業学校 ⇒ 安田学園第二中学校(工業) ⇒ 安田学園中学校・高等学校 ⇒ 安田中学校・安田工業高等学校 ⇒　安田学園中学校・高等学校
- 東京保善商業学校(昼間) ⇒ 安田商業学校 ⇒ 安田学園第一中学校(商業) ⇒ 安田学園中学校・高等学校 ⇒ 安田中学校・商業高等学校 ⇒ 安田工業高等学校と統合
- 東京機械工科学校 ⇒ 目黒高等学校 ⇒ 目黒学院中学校・高等学校
- 成蹊実務学校（成蹊学園にあった甲種商業学校だが、1927年廃校）
- 慶應義塾商工学校⇒ 慶應義塾中等部
- 早稲田実業中学 ⇒ 早稲田実業学校 ⇒ 早稲田大学系属早稲田実業学校中等部・高等部
- 目白商業学校 ⇒ 目白女子商業学校 ⇒ 目白学園中学校・高等学校 ⇒ 目白研心中学校・高等学校
- 私立女子商業学校 ⇒ 嘉悦女子中学校・高等学校 ⇒ かえつ有明中学校・高等学校
- 滝野川第一商業女学校（1940年：滝野川区）⇒ 滝野川女子商業学校（1944年）⇒《新制》滝野川女子商業高等学校 ⇒（1950年：北区栄町へ移転）安部学院高等学校
- 八王子和洋裁縫女学院 ⇒ 八王子実践女学院 ⇒ 八王子女子中学校・高等学校 ⇒ 八王子実践中学校・高等学校
- 村田女子計理学校 ⇒ 村田女子商業学校 ⇒ 村田学園中学校・高等学校 ⇒ 村田女子商業高等学校 ⇒ 東京経営短大村田女子高等学校 ⇒ 村田女子中学校・高等学校 ⇒ 広尾学園小石川中学校・高等学校

## その他
（東京に開校した夜間中学）
- 私立四中夜間中等学校 ⇒ 東京府立四中夜間中学 ⇒ 東京府立精思中学 ⇒ 東京府立第四中学校（夜間部）⇒ 東京都立精思中学 ⇒ 東京都立第四中学校（夜間部）⇒ 東京都立第四新制高等学校定時制 ⇒ 東京都立戸山高等学校定時制
- 私立東京五中夜学校 ⇒ 東京府立五中夜間中学 ⇒ 東京府立報国中学 ⇒ 東京府立第五中学校（夜間部）⇒ 東京都立報国中学⇒ 東京都立第五中学校（夜間部）⇒ 東京都立第五新制高等学校定時制 ⇒ 東京都立小石川高等学校定時制
- 私立東京七中夜学校 ⇒ 東京府立七中夜間中学 ⇒ 東京府立進思中学 ⇒ 東京府立第七中学校（夜間部）⇒ 東京都立進思中学⇒ 東京都立第七中学校（夜間部）⇒ 東京都立第七新制高等学校定時制 ⇒ 東京都立墨田川高等学校定時制
- 東京六中夜学校（私立六中夜間中学）⇒ 東京府立六中夜間中学 ⇒ 東京府立興国中学 ⇒ 東京府立第六中学校（夜間部）⇒ 東京都立興国中学 ⇒ 東京都立第六中学校（夜間部）⇒ 東京都立第六新制高等学校定時制 ⇒ 東京都立新宿高等学校定時制
- 私立東京三中夜学校 ⇒ 東京府立三中夜間中学 ⇒ 東京府立桂友中学 ⇒ 東京府立第三中学校（夜間部）⇒ 東京都立桂友中学 ⇒ 東京都立第三中学校（夜間部）⇒ 東京都立第三新制高等学校定時制 ⇒ 東京都立両国高等学校定時制
- 私立上野二中夜間中学 ⇒ 東京市立上野中学 ⇒ 第二東京市立中学校（夜間部）⇒ 東京都立上野中学 ⇒ 東京都立上野中学校（夜間部）⇒ 東京都立上野新制高等学校定時制 ⇒ 東京都立上野高等学校定時制
- 私立第一東京夜間中学 ⇒ 東京市立九段中学 ⇒ 東京都立九段中学 ⇒ 第一東京市立中学校（夜間部）⇒ 東京都立九段中学校（夜間部） ⇒ 東京都立九段新制高等学校定時制 ⇒ 東京都立九段高等学校定時制
- 東京府立八中夜間中学 ⇒ 東京府立弘道中学 ⇒ 東京府立第八中学校（夜間部）⇒ 東京都立弘道中学 ⇒ 東京都立第八中学校（夜間部）⇒ 東京都立第八新制高等学校定時制 ⇒ 東京都立小山台高等学校定時制
- 東京府立一中夜間中学 ⇒ 東京府立養正中学 ⇒ 東京府立第一中学校（夜間部）⇒ 東京都立養正中学 ⇒ 東京都立第一中学校（夜間部） ⇒ 東京都立第一新制高等学校定時制 ⇒ 東京都立日比谷高等学校定時制
- 群立自重中学 ⇒ 東京府立二中夜間中学 ⇒ 東京府立自重中学 ⇒ 東京府立第二中学校（夜間部）⇒ 東京都立第二中学校（夜間部） ⇒ 東京都立第二新制高等学校定時制 ⇒ 東京都立立川高等学校定時制
- 東京府立九中夜間中学 ⇒ 東京府立尚道中学 ⇒ 東京府立第九中学校（夜間部）⇒ 東京都立尚道中学 ⇒ 東京都立第九中学校（夜間部）⇒ 東京都立第九新制高等学校定時制 ⇒ 東京都立北園高等学校定時制
- 東京市立豊島中学 ⇒ 第三東京市立中学校（夜間部）⇒ 東京都立豊島中学校（夜間部）⇒ 東京都立文京新制高等学校定時制 ⇒ 東京都立文京高等学校定時制
- 東京府立図南中学 ⇒ 東京府立振励中学 ⇒ 東京都立千歳中学校（夜間部）
- 大成学館隔夜学校
- 私立東華中学院
- 私立中等夜学校
- 私立下谷中等夜学校
- 私立中等国民夜学校
- 私立開成夜学校 ⇒ 私立開成予備学校 ⇒ 開成中等学校
- 昌平中学 ⇒ 昌平中学校 ⇒ 昌平高等学校（1968年から休校）
- 私立麻布夜学校
- 錦城予備学校
- 湯島中等学校
- 私立牛込中等夜学校
- 商工夜学校
- 赤坂中等夜学校 ⇒ 赤坂中等学校
- 信愛中等夜学校 ⇒ 信愛学院
- 大成中等学校 ⇒ 大成第二中学 ⇒ 大成第二中学校 ⇒ 大成第二高等学校（1953年に廃校）
- 労学院夜間中学部校舎
- 東京鉄道中学
- 東京育英中学 ⇒ 東京育英中学校 ⇒ 東京育英高等学校 ⇒ 芝浦工業大学付属高等学校定時制（1971年定時制廃止）
- ヱビス中等夜学校
- 巣鴨中等学校
- 大日本国民中学会高等予備学校
- 豊山中等予備学校 ⇒ 豊山第二中学 ⇒ 豊山第二中学校 ⇒ 豊山高等学校 ⇒ 日本大学豊山高等学校定時制（定時制は1976年廃止）
- 海城学校
- 茗溪中学
- 成城中等学校
- 麻布中等夜学校 ⇒ 麻布夜間中学 ⇒ 麻布中学校（夜間部）⇒ 麻布高等学校定時制（1957年休校）
- 京北中等学校
- 早稲田中等夜学校
- 錦城中等学校
- 名教中等夜学校
- 芝中夜学校
- 順天中等学校
- 明治中等学校
- 天理教高安大教会東本分教会附属修徳夜学校中等部
- 青山予備学校
- 労働中学
- 私立愛隣中等学校
- 日本体育会荏原第二中学 ⇒ 日本体育会荏原第二中学校
- 明治大学附属明治第二中学 ⇒ 明治大学附属明治第二中学校 ⇒ 明治大学附属明治第二高等学校（1961年廃校）
- 青山学院第二中学部
- 城之内夜間中学 ⇒ 城之内中学校
- 杉並夜間中学 ⇒ 杉並中学校（第二部） ⇒ 杉並高等学校 ⇒ 中央大学杉並高等学校
- 正則第二中学 ⇒ 正則第二中学校 ⇒ 正則第二高等学校（1958年定時制廃止）
- 正則学園中学 ⇒ 正則学園中学校 ⇒ 正則学園高等学校
- 城西学園第二中学 ⇒ 城西学園第二中学校 ⇒ 城西学園高等学校 ⇒ 城西大学城西高等学校定時制（1976年定時制廃止）

## 旧制七年制高等学校

### 官立
- 東京高等学校尋常科（1922年：豊多摩郡中野町）⇒（1934年：尋常科廃止）→（1946年：尋常科の募集再開）⇒《新制》東京大学附属中学校・高等学校 ⇒ 東京大学教育学部附属中学校・高等学校 ⇒ 東京大学教育学部附属中等教育学校（2000年）

### 公立
- 府立高等学校尋常科（1929年：麹町区永田町）⇒（1932年：荏原郡碑衾町へ移転）⇒ 都立高等学校尋常科 ⇒《新制》東京都立大学附属高等学校 ⇒ 東京都立桜修館中等教育学校（2006年）

### 私立
- 武蔵高等学校尋常科（1922年：北豊島郡中新井村）⇒《新制》武蔵中学校・高等学校
- 成蹊中学校（1906年：北豊島郡巣鴨村）⇒（1924年：北多摩郡武蔵野村へ移転）⇒ 成蹊高等学校尋常科（1929年）⇒《新制》成蹊中学校・高等学校
- 成城第二中学校（1922年：牛込区原町）⇒（1925年：北多摩郡砧村へ移転）⇒ 成城高等学校尋常科（1926年）⇒《新制》成城学園中学校・高等学校